# Boogie (Genre)
 For alternative betydninger, se Boogie. (Se også artikler, som begynder med Boogie)
Boogie (også kendt som Disco Boogie) er en musikgenre, der blev udviklet i slutningen af 1970'erne til midten af 1980'erne som en videreudvikling af disco-genren. Boogie har taget navnet fra boogie-woogie og bearbejder boogierytmer til et disco-format (udskifter ofte 4×4-beatet med et blandet 1×2-beat), med en blanding af disco, funk og soul. I dens mest typiske form, i sammenligning med det meste af dance-musik, har boogie et relativt langsommere tempo, forstærket baslinjer og soul-stilistiske vokaler, kombineret med en ren produktion og en melodisk og sofistikeret lyd. Maskindrevet rytmer og synthesizere er også almindelige, hvor det nogle gange tager form af synth-lag.
Boogie var især populært i New York og de mest relevante pladeselskaber var Prelude Records, Sam Records, Easy Street Records og Salsoul Records. Selvom denne genre gik tilbage i de senere 80'er, er den i dag forbundet med kultdyrkelse, og boogieudgivelser er eftertragtet af pladesamlere. Nogle af de mest vigtige boogie-kunstnere er D Train, Leroy Burgess (som sanger og producer), Sharon Redd, The Brooklyn, Bronx & Queens Band, Skyy og Inner Life.